# Phalanta phalantha
Phalanta phalantha är en fjärilsart som beskrevs av Dru Drury 1773. Phalanta phalantha ingår i släktet Phalanta och familjen praktfjärilar. Inga underarter finns listade i Catalogue of Life.

## Bildgalleri

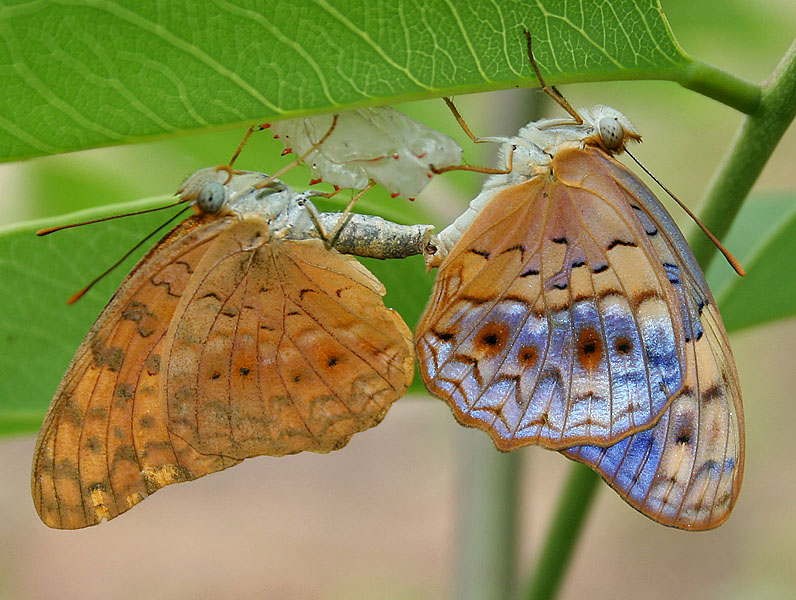
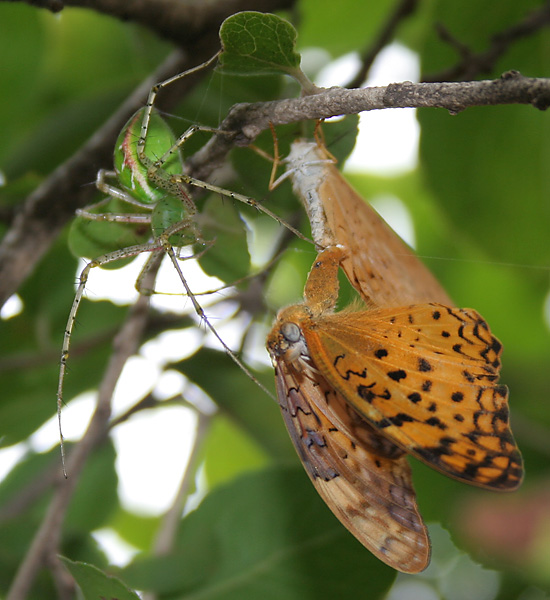